# Balada voinicului
Balada voinicului (titlul original: în rusă Илья Муромец, transliterat: Ilia Muromeț) este un film de aventuri și fantezie sovietic, realizat în 1956 de regizorul Aleksandr Ptușko, protagoniști fiind actorii Boris Andreev, Andrei Abrikosov, Natalia Medvedeva și Ninel Mîșkova.

## Rezumat
Apărătorul Rusiei, eroul Ilia Muromeț, din cauza calomniilor boierilor, ajunge în temnița domnească. Dar când necazurile năpădesc din nou țara natală, prințul este forțat să se plece în fața lui Muromeț și a prietenilor săi, Alioșa Popovici și Dobrînia Nikitici, pentru a lupta împotriva dușmanilor...

## Distribuție
- Boris Andreev – eroul Ilia Мuromeț
- Andrei Abrikosov – cneazul Vladimir
- Natalia Medvedeva – prințesa Apraksia
- Ninel Mîșkova – Vasilisa, soția lui Ilia Muromeț
- Aleksandr Șvorin – Sokolnicek, fiul lui Ilia (la vârsta de 20 de ani)
- Serghei Martinson – boierul Mișatîcika
- Gheorghi Diomin – Dobrînia Nikitici
- Serghei Stoliarov – Alioșa Popovici
- Mihail Pugovkin – maestrul Razumei
- Vladimir Soloviov – Kasian
- Iia Arepina – Alionușka, iubita lui Alioșa Popovici
- Vsevolod Tiagușev – Matvei Sbrodovici
- Nikolai Gladkov – boierul Plencișce
- Șukur Burhanov – Țarul Kalin
- Sadîkbek Djamanov – Murza Sartak, șeful bandei Tougar
- Muratbek Rîskulov – șamanul Nevriui
- Șamși Tiumenbaev – Azviak
- Serghei Troițki – un boier
- Tamara Nosova – boiereasa Bermetovna
- Aleksandra Danilova – mama Vasilisei
- Lev Lobov – un precupeț
- Ivan Rîjov – șeful gărzii călare

## Lansare
A fost lansat în anul 1956 și a avut parte de succes comercial, fiind vizionat de 20,0 milioane de spectatori în cinematografele din Uniunea Sovietică.

## Recompense
- 1958  Diplomă de onoare la Festivalul Internațional de Film de la Edimburgh